# Rapley Holmes
Rapley Holmes (1 de junio de 1868 - 11 de enero de 1928) fue un actor de teatro y cine. Nació en Canadá y se casó con la actriz Gerda Holmes.
Holmes interpretó el papel de Joe Horn en la obra de teatro Rain (1922) de Somerset Maugham, protagonizada por Jeanne Eagels. En el escenario apareció con muchos grandes de la era eduardiana, incluidos Maxine Elliott, Elsie Ferguson, Nance O'Neil, Doug Fairbanks y tanto William como Dustin Farnum.

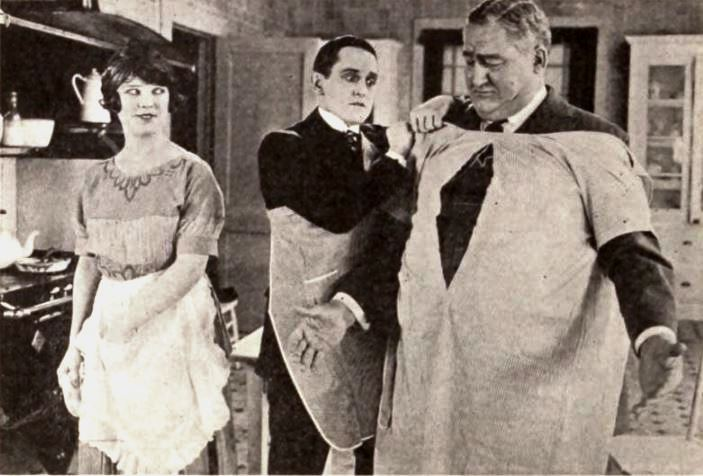
Holmes (derecha) con Justine Johnstone y Taylor Holmes (sin relación) en Nothing But Lies, 1920

Holmes comenzó a aparecer en películas mudas en 1914 mientras aún mantenía un papel activo en las obras de Broadway. Su último papel cinematográfico fue en 1920, dos años antes del gran éxito de Lluvia . Actuar bajo la lluvia dominó el resto de la carrera de Holmes hasta su muerte en enero de 1928. Su papel en Rain fue interpretado por James A. Marcus en el éxito de Gloria Swanson de 1928 retitulado Sadie Thompson y por Guy Kibbee en el cine sonoro Rain de 1932 con Joan Crawford.

## Selección de su filmografía
- One Wonderful Night (1914)
- The Verdict (1914), cortometraje
- Through Eyes of Love (1914), cortometraje
- The Fable of the People's Choice Who Answered the Call of Duty and Took Seltzer (1914) cortometraje
- Within Three Hundred Pages (1914) cortometraje
- The Servant Question (1914), cortometraje
- The Means and the End (1914), a cortometraje
- The Buffer (1914), a short
- The Place, the Time and the Man (1914) cortometraje
- The Fable of the Bush League Lover Who Failed to Qualify (1914), cortometraje
- The Battle of Love (1914)
- The Fable of the City Grafter and the Unprotected Rubes (1915), cortometraje
- The Fable of Hifaluting Tillie and Her Plain Parents (1915), cortometraje
- The Fable of the Syndicate Lover (1915) cortometraje
- The Creed of the Clan (1915), cortometraje
- The Fable of Elvira and Farina and the Meal Ticket (1915) cortometraje
- The Fable of the Cold Gray Dawn of the Morning After (1915) cortometraje
- The Victory of Virtue (1915)
- Gloria's Romance (1916)
- Nothing But Lies (1920)
- The Servant Question (1920)